# Banting-Best-Institut
Das Banting-Best-Institut ist ein 1932 gegründetes, medizinisches Forschungsinstitut der Universität Toronto, Kanada. Es diente zu Beginn vor allem der Insulin- und Diabetesforschung.
Den Namen erhielt das Institut von den beiden Forschern Charles Best und Frederick Grant Banting, die Anfang der 1920er das Insulin entdeckten. Nach Bantings Tod im Jahr 1941 (Flugzeugabsturz) wurde Best Direktor des Institutes und betätigte sich vor allem auf dem Feld der Muskel- und Sportphysiologie und Teilen des Kohlenhydratstoffwechsels. Heute wird zudem verstärkt auf dem Gebiet der Humangenetik geforscht.